# Crash (2004)
Crash (bra: Crash - No Limite; prt: Colisão) é um filme estadunidense e alemão de 2004, um drama dirigido por Paul Haggis.
Estreou no Festival de Cinema de Toronto em setembro de 2004 e foi lançado internacionalmente em 2005. O filme fala de preconceito em vários segmentos e trata sobre tensões raciais e sociais em Los Angeles. Recebeu 6 indicações ao Oscar 2006, vencendo em melhor filme, roteiro original e edição.

## Sinopse
" Em Los Angeles ninguém te toca. Estamos sempre atrás do metal e do vidro. Acho que sentimos tanta falta desse toque, que batemos uns nos outros só para sentir alguma coisa. " (Frase de Crash). Partindo de tal premissa, Crash é um filme que demonstra o retrato de uma sociedade marcada pelo preconceito. Este, no entanto, não é refletido na ingênua fórmula preto-branco, mas antes é demonstrado como uma realidade multicolorida e complexa: negros, brancos, muçulmanos, latinos, pobres, ricos ..
Tudo começa a partir do roubo de um carro de uma mulher rica. A partir de então uma série de incidentes acaba por aproximar habitantes de diversas origens étnicas e classes sociais de Los Angeles: um veterano policial racista e seu jovem parceiro passivo em relação as suas atitudes, um detetive negro e seu irmão traficante de carros roubados, um bem-sucedido diretor de cinema negro que finge ser budista para não ter exposto sua origem afro-descendente, um imigrante persa que possui um pequeno comércio que vive sendo assaltado, um trabalhador latino que luta para sustentar sua família ..
Todos estão lá como peões num intrigado tabuleiro de emoções que afloram conforme eles se encontram, ou melhor, se esbarram no acaso da vida do dia-a-dia. Nesses encontros, os personagens tomam consciência de quem realmente são e a maneira como conduzem suas vidas, muitas vezes patéticas. O sentimento que serve de fio condutor é o racismo presente nos Estados Unidos da América do Norte

## Elenco
- Sandra Bullock.... Jean Cabot
- Don Cheadle.... detetive Graham Waters..
- Matt Dillon.... oficial John Ryan ..
- Ryan Phillippe.... oficial Hanson
- Chris "Ludacris" Bridges.... Anthony..
- Brendan Fraser.... Rick Cabot
- Michael Peña.... Daniel Ruiz
- Jennifer Esposito.... Ria ..
- Tony Danza.... Fred..
- Thandie Newton.... Christine Thayer
- Daniel Dae Kim.... Park..
- Terrence Howard.... Cameron Thayer

## Principais prêmios e indicações
Oscar 2006 (EUA)
Prêmios:
- Oscar de melhor filme
- Oscar de melhor roteiro original
- Oscar de melhor edição

Indicações:
- Melhor diretor
- Melhor ator coadjuvante (Matt Dillon)
- Melhor canção original (In the Deep).

Globo de Ouro 2006 (EUA)
- Indicado nas categorias de melhor ator coadjuvante (Matt Dillon) e melhor roteiro.

BAFTA 2006 (Reino Unido)
Prêmios:
- Melhor atriz coadjuvante (Thandie Newton)
- Melhor roteiro original.

Indicações:
- Melhor filme
- Melhor diretor
- Melhor ator coadjuvante (Don Cheadle e Matt Dillon)
- Melhor fotografia
- Melhor edição
- Melhor som.

Prêmio David di Donatello 2006 (Itália)
- Venceu na categoria de melhor filme estrangeiro.

Independent Spirit Awards 2006 (EUA)
- Venceu nas categorias melhor filme de estréia e melhor ator coadjuvante (Matt Dillon).

Prêmio Edgar 2006 (EUA)
- Venceu na categoria de melhor roteiro cinematográfico.

Festival de Cinema de Deauville 2006 (França)
- Recebeu o Grande Prêmio Especial.